# Casinò de Paris

La locandina del film "Casino de Paris"

Casino de Paris è un film del 1957 diretto da André Hunebelle.